# 程張迎
程張迎，MH（1958年5月31日—），香港民主派人士，前香港沙田區議會主席兼新田圍選區議員。

## 背景
程張迎祖籍安徽省黃山市歙縣，同宗的程氏祖先計有清代詩人程夢星。他在1970年至1977年就讀喇沙書院。及後於1977年至1981年間修畢香港中文大學文學士課程，主修中國語言及文學（新亞書院），1986年完成香港中文大學教育學院中國語言及文學學位，2006年取得香港中文大學研究院教育碩士資格。他曾於拔萃男書院任教中國語文及中國歷史科。任職教師時，於2002年反對拔萃男書院轉為直資中學，2018年退休。同時，程亦是西九文化區管理局、香港教育專業人員協會（教協）及香港民主黨成員。
程張迎於1980年代開始從政，在1985年香港區議會選舉中當選為車公廟區議員。1988年香港區議會選舉中連任。1991年香港區議會選舉時自動當選。1994年選區劃界後，改在新田圍當選，以後連任新田圍區議員至今。在1995年香港市政局及區域市政局選舉中，他當選為區域市政局（沙田西）議員，1997年，過渡為臨時區域市政局議員。及至2020年1月3日起擔任沙田區議會主席，但於2021年7月8日基於身體健康出現問題而辭去所有區議會職務。

## 個人生活
程張迎已婚，婚後與妻子陳氏育有一名女兒。

## 榮譽
2007年獲香港特區政府頒發榮譽勳章。

## 外部連結
- 程張迎的Facebook專頁

| 區域市政局              | 區域市政局                                             | 區域市政局            |
| ----------------------- | ------------------------------------------------------ | --------------------- |
| 前任： 劉江華           | 區域市政局議員 沙田西選區 1995年4月1日－1999年12月31日 | 繼任： 區域市政局解散 |
| 香港區議會              |                                                        |                       |
| 前任： 由車公廟選區改組 | 沙田區議會議員 新田圍選區 1994年10月1日－2021年7月8日  | 繼任： 懸空           |
| 前任： 首任             | 沙田區議會議員 車公廟選區 1985年4月1日－1994年9月30日  | 繼任： 選區改為新田圍 |